# Sviderovka
Sviderovka (en rus: Свидеровка) és un poble de l'óblast d'Oriol, a Rússia, segons el cens del 2010 tenia 6 habitants. Pertany al districte municipal de Verkhóvie.